# Paul-Edme Crublier de Saint-Cyran

Calcul des rentes viagères, 1779 (Fondazione Mansutti, Milano).

Paul-Edme Crublier de Saint-Cyran (Mâron, 18 ottobre 1738 – Guadalupa, 1793) è stato un militare e matematico francese.

## Biografia
Originario della Francia centrale, fece carriera come ufficiale del Genio, diventando ingegnere capo ai Caraibi, prima sull'isola di Grenada e poi su quella di Guadalupa, dove concluse la propria vita fucilato come repubblicano o forse ucciso dagli schiavi.
La sua opera principale è Calcul des rentes viagères, pubblicata nel 1779 e suddivisa in due parti: i primi tre capitoli spiegano in linea generale i calcoli di rendita, mentre i sei capitoli della seconda parte contengono la teoria delle rendite. Infine l'opera è completata da sei tavole di rendite vitalizie, basate sulle tavole di mortalità dell'olandese Kerseboom con un tasso di interesse del 5-6%. Esiste una traduzione in portoghese del volume, stampata a Lisbona nel 1797.
Saint-Cyran è anche autore di Refutation du projet des amis des noirs sur la suppression de la traite des nègres et sur l'abolition de l'esclavage dans nos coloniesun libre, un libretto pubblicato a Parigi nel 1790 sull'abolizione della schiavitù.